# Amphibalanus
Genre
Amphibalanus est un genre de crustacés cirripèdes de la famille des Balanidae.

## Liste des espèces
Selon GBIF (20 avril 2023) :
- Amphibalanus amphitrite (Darwin, 1854)
- Amphibalanus caboblanquensis (Weisbord, 1966)
- Amphibalanus caribensis (Weisbord, 1966)
- Amphibalanus cirratus (Darwin, 1854)
- Amphibalanus eburneus (Gould, 1841)
- Amphibalanus halosydne (Zullo & Katuna, 1992)
- Amphibalanus hopkinsi (Zullo, 1968)
- Amphibalanus improvisus (Darwin, 1854)
- Amphibalanus inexpectatus (Pilsbry, 1916)
- Amphibalanus kodakovi (Utinomi, 1967)
- Amphibalanus peruvianus (Pilsbry, 1909)
- Amphibalanus playagrandensis (Weisbord, 1966)
- Amphibalanus poecilotheca (Kruger, 1911)
- Amphibalanus reflexus (Zullo, 1984)
- Amphibalanus reticulatus (Utinomi, 1967)
- Amphibalanus rhizophorae (Ren & Liu, 1989)
- Amphibalanus salaami (Nilsson-Cantell, 1932)
- Amphibalanus spec (Darwin, 1854)
- Amphibalanus subalbidus (Henry, 1973)
- Amphibalanus thailandicus (Puspasari, Yamaguchi & Angsupanich, 2001)
- Amphibalanus variegatus (Darwin, 1854)
- Amphibalanus venustu
- Amphibalanus venustus (Darwin, 1854)
- Amphibalanus zhujiangensis Ren, 1989

## Systématique
Le nom valide complet (avec auteur) de ce taxon est Amphibalanus Pitombo, 2004,.

## Étymologie
Le nom générique, Amphibalanus, est la combinaison des termes Amphitrite et balanus, reprenant ainsi le protonyme de l'espèce type, Balanus amphitrite Darwin, 1854. 

## Publication originale
- (en) F. B. Pitombo, « Phylogenetic analysis of the Balanidae (Cirripedia, Balanomorpha) », Zoologica Scripta, Wiley-Blackwell, vol. 33, no 3,‎ mai 2004, p. 261-276 (ISSN 0300-3256 et 1463-6409, DOI 10.1111/J.0300-3256.2004.00145.X, lire en ligne).